# Lotterie (Entscheidungstheorie)
In der Entscheidungstheorie ist die Lotterie ein gedankliches Konstrukt, um die Möglichkeit einer ungewissen zukünftigen Auszahlung modellieren zu können. 

## Allgemeine Annahmen
Dabei wird häufig angenommen, dass eine spätere Auszahlung an einen Entscheidungsträger von einem Umweltzustand abhängt, der zum Zeitpunkt der Entscheidung noch unbekannt ist und auch nicht vom Entscheider beeinflusst werden kann. In der Regel macht man aber Annahmen über die Wahrscheinlichkeitsverteilung der Höhe der Auszahlung. 
Die Höhe der künftigen Auszahlung kann je nach Anwendung verschiedenen Verteilungen folgen. Im einfachsten Fall reicht eine künftige Auszahlung, die mit einer Wahrscheinlichkeit {\displaystyle p} niedrig und mit einer Wahrscheinlichkeit {\displaystyle 1-p} hoch ausfällt, um theoretische Fragestellungen wie beispielsweise die Risikoaversion beleuchten zu können.

## Beispiele
Eine einfache Lotterie wird konstruiert, indem man eine faire Münze wirft, die mit Wahrscheinlichkeit 0,5 Kopf und mit Wahrscheinlichkeit 0,5 Zahl zeigt. Bei Kopf werden beispielsweise 100 € ausgezahlt, bei Zahl 0 €.
Auch das Investment in Aktien kann man als Lotterie ansehen. Ist die Auszahlung der Wert der Aktie zu einem bestimmten zukünftigen Zeitpunkt, geht man in der Regel von einer log-normalverteilten zukünftigen Auszahlung aus.

## Notation
Formal beschreibt man eine Lotterie mit 
{\displaystyle L=(x_{1},x_{2},...,x_{n};p_{1},p_{2},...,p_{n})},
wobei {\displaystyle x_{1},x_{2},...} die Auszahlungen sind und {\displaystyle p_{1},p_{2},...} die Wahrscheinlichkeiten.
Ist die Menge der Auszahlungen nicht endlich, so kann eine Lotterie mit Hilfe einer Verteilungsfunktion definiert werden.